# Hans Croon (Fußballtrainer)

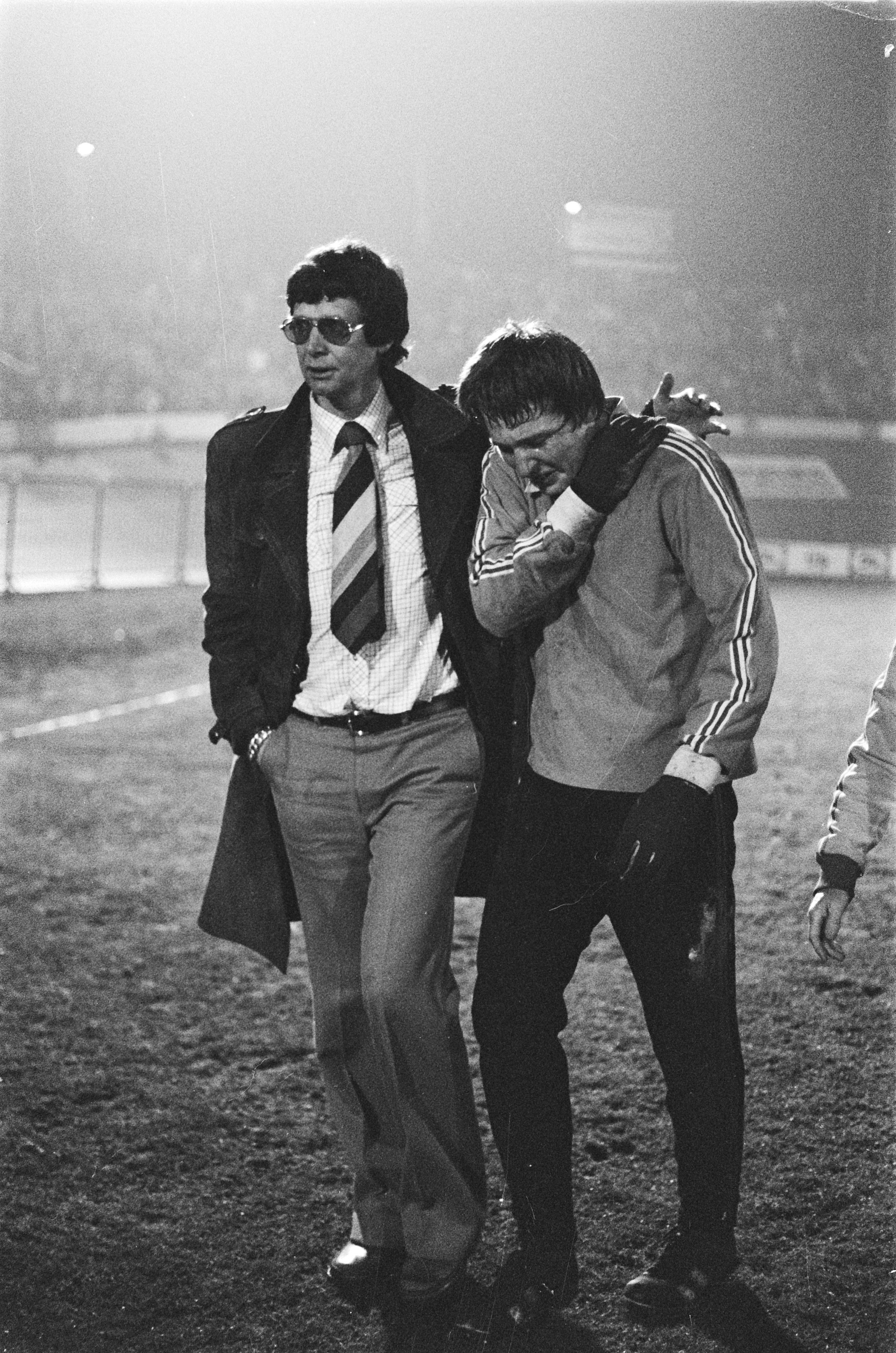
Hans Croon (links) mit seinem Torhüter Jan Formannoy (1978)

Hans Croon (* 25. Mai 1936 in Malang, Niederländisch-Indien; † 5. Februar 1985 in Rotterdam) war ein niederländischer Fußballtrainer.

## Sportlicher Werdegang
Croon spielte in der Jugend für den Rotterdamer Klub Xerxes. 1954 schloss er sich Racing Club Heemstede an, wo er kurz darauf seine aktive Karriere beendete. Anschließend widmete er sich parallel zu seinem Studium an der Deutschen Sporthochschule Köln der Trainertätigkeit zunächst bei den Amateurklubs SV Geel Wit '20, DSB und HVV DSK, ehe er in der Spielzeit 1957/58 den in der Eredivisie antretenden BVC Amsterdam übernahm. Der Klub ging nach Saisonende im Amsterdamsche FC DWS auf, hier war Croon anfangs ebenso als Trainer tätig. 1959 übernahm er den Trainerposten beim SVV Schiedam in der zweitklassigen Eerste Divisie, den er trotz Abstiegs in die Tweede Divisie betreute. 1964 übernahm er Hollandia Victoria Combinatie.
Im April 1969 übernahm Croon als Nachfolger von Ron Dellow das Traineramt beim in der Eredivisie in Abstiegsgefahr befindlichen RKSV Volendam. Nachdem der Klassenerhalt misslang, stieg er mit dem Klub als Meister der Eerste Divisie 1969/70 direkt wieder in die Eredivisie auf. Nach dem Wiederabstieg am Ende der Eredivisie-Spielzeit 1971/72 trennten sich die Wege und Croon ging als Trainer nach Belgien. Hier übernahm er den KSV Waregem, mit dem er 1973 in die 1. Division aufstieg und im Landespokalwettbewerb 1973/74 durch einen 4:1-Finalsieg über den KSK Tongeren den ersten nationalen Titel der Vereinsgeschichte gewann. Daraufhin warb ihn der Ligakonkurrent Lierse SK ab, mit dem er in der Spielzeit 1974/75 den siebten Platz belegte. Anschließend folgte er Urbain Braems beim RSC Anderlecht, unter dem der Klub den belgischen Pokal gewonnen hatte. Zwar gelang in der Liga nur die Vizemeisterschaft hinter dem FC Brügge, die Mannschaft erreichte jedoch im Europapokal der Pokalsieger 1975/76 das Endspiel. Gegen West Ham United schossen die Doppeltorschützen Rob Rensenbrink und François Van Der Elst einen 4:2-Erfolg heraus. Parallel gewann die Mannschaft im Landespokalwettbewerb 1975/76 erneut den Titel, gegen seinen Ex-Klub Lierse SK gelang ein 4:0-Finaltriumph. Dennoch musste er nach dem verpassten Meistertitel den Platz auf der Trainerbank räumen, der vormalige belgische Nationaltrainer Raymond Goethals trat die Nachfolge an.
Croon kehrte als Trainer von NEC Nijmegen in die Niederlande zurück, wo er zwei Spielzeiten mit dem im Abstiegskampf steckenden Klub bestritt. Anschließend übernahm er den VVV-Venlo, der sich jedoch im Verlauf der mit dem Abstieg endenden Spielzeit 1978/79 von ihm trennte. Anschließend kehrte er zum KSV Waregem zurück, ehe er zur Spielzeit 1981/82 zum Ligakonkurrenten KFC Beringen wechselte. Hier wurde er ebenfalls im Saisonverlauf freigestellt, der Klub beendete die Saison auf einem Abstiegsplatz. 1982 beerbte er bei Lierse SK János Bédl, der ihn 1975 beim Klub nachgefolgt war und 1981 ebenso ein zweites Mal zum Klub gestoßen war. Die Spielzeit 1982/83 bestritt der Klub jedoch im hinteren Tabellendrittel, so dass der Klub ihn im Februar 1983 durch den Ex-Spieler August Baeten auf der Trainerbank ersetzte.
Nach einem Autounfall Anfang 1985 bei Arnemuiden erlag Croon wenige Tage später den dabei erlittenen Verletzungen in einem Rotterdamer Krankenhaus.